# Пітер Клас
Пітер Клас (нід. Pieter Claesz; бл. 1597, Бергем — 1 січня 1660, Гарлем) — нідерландський художник епохи бароко.

## Життєпис
Народився у містечку Бергем, поблизу Антверпену. Щодо життя мало відомостей. Навчався спочатку у своєму рідному місті. В 1617 році одружується. У 1620 році стає членом гільдії худовжників Св. Луки у м. Антверпені.
У 1621 році перебирається до Гарлему, звідки була його дружина. Лише у 1634 році стає членом гарлемської гільдії Святого Луки. Через деякий час після смерті дружини, у 1635 році одружується вдруге. Продовжував працювати в Гарлемі до самої смерті у 1660 році, хоча гарлемський економічний спад 1640 року вплинув на продуктивність художника в його останні десятиліття життя. Його справу продовжив син Ніколас Берхем.

## Творчість
Один з перших майстрів голландського натюрморту. Клас малював прості за композицією, обмежені за набором предметів зображення накритих столів (так звані сніданки). Особливість творчості: ненав'язливо виділені деталі (недопите вино, зім'ята серветка, надрізаний лимон тощо), зв'язок речей з життям людини, надання картині певного алегоричного сенсу («Натюрморт з оселедцем» 1636 рік, «Сніданок», 1644 рік).
Натюрморти Класа витримані зазвичай в коричнюватих, зелених, сріблясто-білих і золотавих тонах, відрізняються багатством відтінків, ретельним відтворенням фактури речей, новаторським для голландського живопису увагою щодо ролі світла і світло-повітряного середовища у передачі матеріальної єдності предметного світу. Вони часто написані в майже монохромній гамі, що надає таємничу гармонію зображеним предметам.
У 1640-х роках картини Пітера Класа збагачуються елементами, характерними для доби бароко. Кольори стають більш насиченими, зображення предметів легкими, хоча і позбавленими динаміки.

## Обрані твори (галерея)

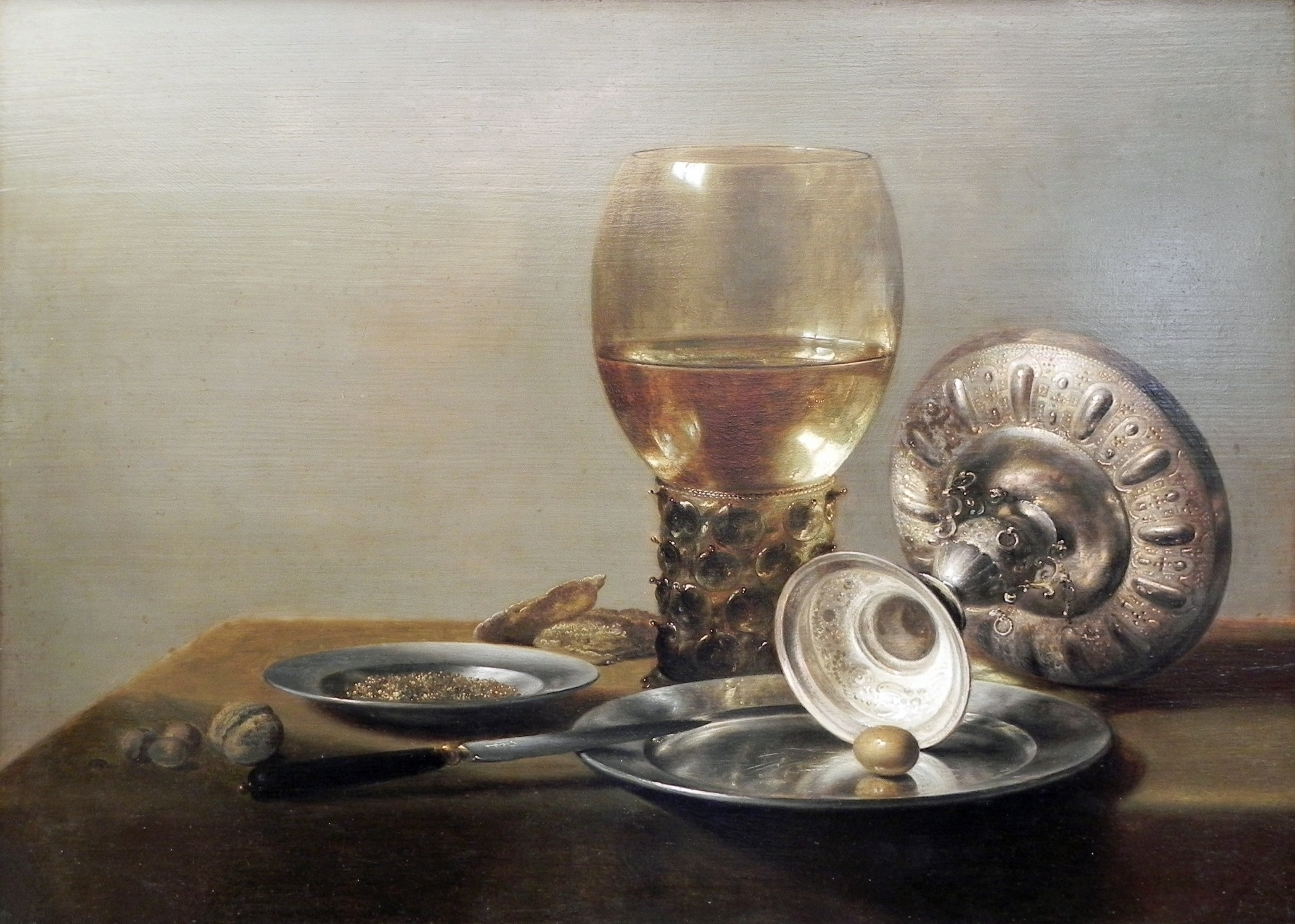
Пітер Клас. «Натюрморт з коштовним посудом і рьомером», бл. 1635 р., Державний музей, Берлін.
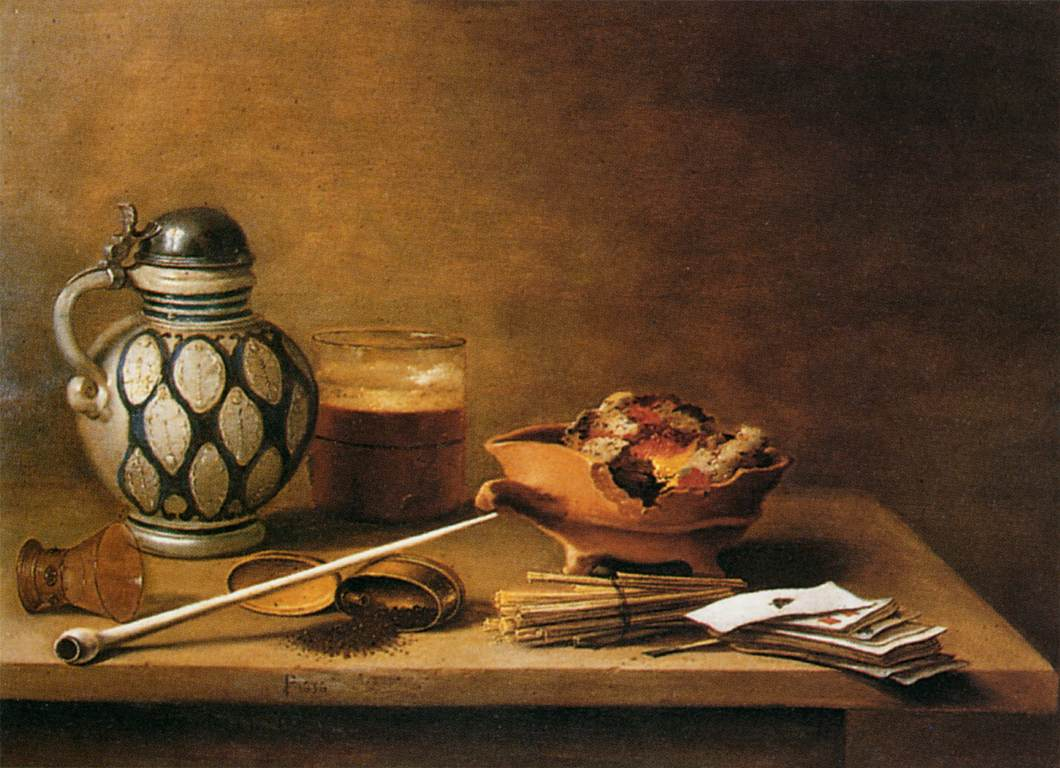
Пітер Клас. «Натюрморт з побутовими речами», 1636 р. Музей Тиссена-Борнемісса
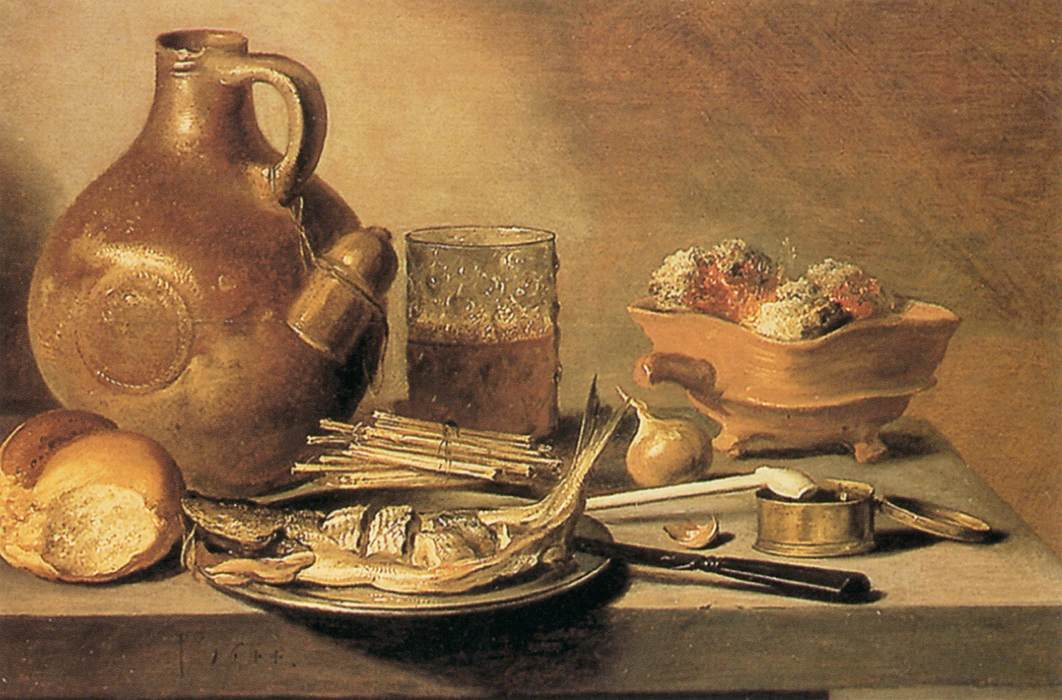
Пітер Клас. «Натюрморт з пивним глеком, оселедцем і побутовими речами», 1644 р.
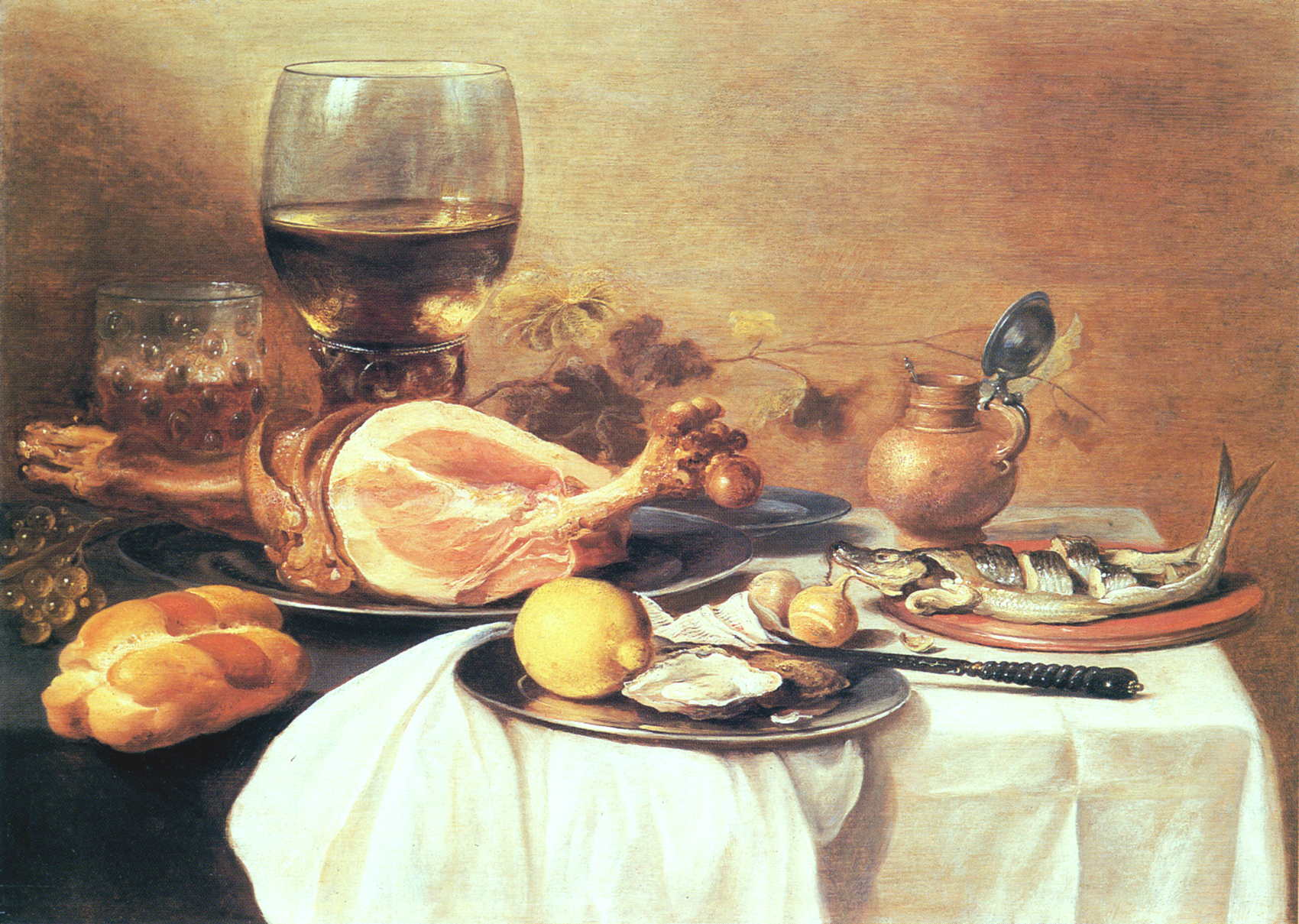
Пітер Клас. «Розкішний сніданок», 1645 р.